# Гамма Ворона
Га́мма Во́рона (лат. γ Corvi), 4 Ворона (лат. 4 Corvi), HD 106625 — двойная звезда в созвездии Ворона на расстоянии приблизительно 154 световых лет (около 47,1 парсек) от Солнца. Видимая звёздная величина звезды — +2,58m. Возраст звезды определён как около 160 млн лет.
Два компонента системы обозначаются Гамма Ворона A (имеет также собственное название Джиена́х или Дженах) и Гамма Ворона B.

## Характеристики
Первый компонент (HD 106625A) — бело-голубой гигант спектрального класса B8IIIpHgMn, или B8HgMn, или B8III, или B8. Масса — около 4,2 солнечных, радиус — около 4,087 солнечных, светимость — около 301,3 солнечных. Эффективная температура — около 11912 K.
Второй компонент (HD 106625B) — оранжевый карлик или красный карлик спектрального класса K5-M5V. Масса — около 0,8 солнечной. Орбитальный период — около 158 лет. Удалён в среднем на 50 а.е..

## Номенклатура
Обозначение звезды в системе Байера — γ Ворона. Обозначение компонентов — γ Ворона A и B — происходит от соглашения, используемого Вашингтонским каталогом визуально-двойных звёзд (WMC) для визуально-двойных звёздных систем и принятого Международным астрономическим союзом (МАС).
Гамма Ворона носила традиционное имя Джиенах, восходящее к арабскому языку. Улугбек назвал её «الجناح الغراب اليمن» («аль-джанах аль-гираб аль-яман»), что означает «правое крыло вороны», хотя на современных картах она соотносится с левым крылом. Звезда Эпсилон Лебедя также носит это традиционное имя, а Гамма Ворона называлась Джиенах Ворона или Джиенах Гураб, чтобы отличить её от звезды в Лебеде.
В 2016 году Международный астрономический союз организовал Рабочую группу по названиям звёзд для каталогизации и стандартизации собственных названий звёзд. WGSN заявляет, что в случае нескольких звёзд в системе название следует понимать как относящееся к наиболее яркому компоненту. WGSN одобрила для Гаммы Ворона название Джиенах (Gienah). 6 ноября 2016 года оно внесено в «Каталог названий звёзд» Международного астрономического союза. При этом Эпсилону Лебедя с целью различения этих двух звёзд присвоено название Альджанах (Aljanah).
В китайской астрономии существует астеризм Колесница 軫宿 (Zhěn Sù), который состоит из Гаммы, Эпсилона, Дельты и Беты Ворона. Соответственно, сама Гамма Ворона известна как Первая звезда колесницы (宿 一 一 (Zhěn Sù yī) 軫宿一 (Zhěn Sù yī).

## Описание
Гамма Ворона A — гигантская звезда спектрального класса B8III и массой примерно в 4,2 раза больше массы Солнца. Звезда имеет сине-белый оттенок и температуру 12 400 К, примерно такую же, как и у гораздо более яркого сверхгиганта Ригеля в Орионе. Спектр звезды обнаруживает аномально высокое содержание ртути и марганца, что позволяет отнести её к так называемым ртутно-марганцевым звёздам. Тем не менее, есть и другие элементы, которые показывают большее или меньшее изобилие. Эта химическая особенность в более или менее стабильной звёздной атмосфере, скорее всего, вызвана разделением элементов в процессе диффузии и гравитационного осаждения. Подобная особенность звезды была обнаружена сравнительно недавно, потому что её довольно высокая скорость вращения — 150 км/с на экваторе — искажала её спектр.
С расстояния в 165 световых лет звезда светит в 355 раз ярче Солнца, из чего можно вычислить диаметр, который в четыре раза больше солнечного. Голубые гиганты никак по своим свойствам не напоминают свои более холодные красные аналоги. Хотя проэволюционировавший гигант по-прежнему близок к «главной последовательности», но уже находится либо на самых последних стадиях водородной термоядерной реакции, либо полностью прекратил синтез, и теперь его гелиевое ядро находится в состоянии схлопывания. В течение следующих нескольких миллионов лет Гамма Ворона A станет красным гигантом.
У Гаммы Ворона A есть подтверждённый звёздный спутник, Гамма Ворона B, с массой примерно 0,8 солнечной, который может обращаться по орбите на расстоянии около 50 а.е. за 158 лет. Фотометрия для Гаммы Ворона B предполагает спектральную классификацию в диапазоне K5-M5V. Пара звёзд не разрешается прямыми наблюдениями, они являются спектрально-двойными.